# Mary Glindon
Mary Theresa Glindon (née le 13 janvier 1957, Newcastle upon Tyne,) est une femme politique du Parti travailliste britannique qui est députée de North Tyneside depuis 2010.

## Jeunesse
Elle est née Mary Theresa Mulgrove. Elle fréquente le Sacred Heart Grammar School, un lycée pour filles de RC à Fenham, maintenant connu sous le nom de Sacred Heart Catholic High School, à Newcastle upon Tyne.

## Conseiller North Tyneside
Glindon est élue pour la première fois pour représenter le quartier de Battle Hill au North Tyneside Council lors des élections locales de 1995. Au moment de son élection, elle portait son nom de jeune fille de Mulgrove. Elle occupe le siège pendant 15 ans et est réélue cinq fois pour représenter le quartier de Battle Hill.
Pendant son mandat de conseillère, Glindon est maire de North Tyneside.
En 2006, le maire élu de North Tyneside, John Harrison, nomme Glindon à son cabinet pour la santé et le bien-être et les personnes âgées.
En 2007, elle soutient une motion pour accorder la citoyenneté de l'arrondissement de North Tyneside au Wallsend Boys Club.

## Députée
Elle est sélectionnée en février 2010 comme candidate travailliste pour le siège sûr, alors qu'elle est conseillère pour Battle Hill Ward au North Tyneside Council après que le précédent député Stephen Byers ait annoncé en novembre 2009 qu'il ne se présenterait pas aux prochaines élections.
Aux élections générales de mai 2010, elle bat le conseiller libéral-démocrate David Ord avec 50,7% des voix, malgré une baisse de 8,7% du parti travailliste. Glindon est membre des Labour Friends of Israel.
Elle s'oppose à la « taxe sur les chambres » et à l'augmentation de l'aide sociale aux personnes incapables de travailler en raison d'une maladie ou d'un handicap. Elle vote contre l'augmentation des frais de scolarité à 9000 £ et contre la réduction de l'allocation de maintien de l'éducation (EMA) pour les 16 à 19 ans. Elle vote pour des mesures visant à freiner le changement climatique et pour des mesures visant à augmenter le niveau de l'impôt sur le revenu pour ceux qui gagnent plus de 150 000 £.
En 2013, elle est l'une des 161 députés à s'opposer à la loi de 2013 sur le mariage (couples de même sexe). Elle déclare, lors des débats, que c'est dû au fait que la loi n'était pas «égale» en ce que les couples de même sexe du secteur public ne seraient pas éligibles aux mêmes droits à pension. Elle est également membre du groupe parlementaire pro-vie de tous les partis de la Chambre des communes, opposé à l'avortement. Elle appelle à un débat sur l'abattage des blaireaux, auquel elle s'est opposée.
Elle est membre du comité restreint de l'environnement, de l'alimentation et des affaires rurales et du comité restreint des collectivités et des gouvernements locaux depuis 2010 et 2013. Elle est Secrétaire parlementaire privé (PPS) de Mary Creagh lorsqu'elle était Secrétaire d'État aux Transports du cabinet fantôme jusqu'en 2014. Glindon est réélue le 8 mai 2015, avec 26 191 voix et 55,9% des suffrages exprimés.
Elle soutient Owen Smith dans la tentative ratée de remplacer Jeremy Corbyn aux élections à la direction du Parti travailliste (Royaume-Uni) en 2016.

## Vie privée
Ray, le mari de Glindon, est conseiller pour Camperdown Ward au North Tyneside Council, ainsi que membre du Cabinet pour les finances et les ressources depuis 2013. Elle est catholique pratiquante. Elle épouse Raymond Glindon en 2000. Elle a une fille, une belle-fille et un beau-fils.